# Wełyka Szkariwka
Wełyka Szkariwka (ukr. Велика Шкарівка) – wieś na Ukrainie, w obwodzie chmielnickim, w rejonie szepetowskim, w hromadzie Hryców, nad rzeką Biłką. W 2001 roku liczyła 380 mieszkańców.